# Tetanura
Tetanura är ett släkte av tvåvingar. Tetanura ingår i familjen kärrflugor.
Kladogram enligt Catalogue of Life och Dyntaxa:
| Tetanura | \| \| Tetanura falleni \| \| \| \| \| \| Tetanura pallidiventris \| \| \| \| |
|          | \| \| Tetanura falleni \| \| \| \| \| \| Tetanura pallidiventris \| \| \| \| |
|          | Tetanura falleni                                                             |
|          |                                                                              |
|          | Tetanura pallidiventris                                                      |
|          |                                                                              |